# Liopisa peruensis
Liopisa peruensis är en stekelart som först beskrevs av Szepligeti 1904.  Liopisa peruensis ingår i släktet Liopisa och familjen bracksteklar. Inga underarter finns listade i Catalogue of Life.